# Бхандара
Бхандара (англ. Bhandara) — город в индийском штате Махараштра.
Бхандара — административный центр одноимённого округа. Средняя высота над уровнем моря — 243 метра.

## Демография
По данным всеиндийской переписи 2001 года, в городе проживало 85 034 человека, из которых мужчины составляли 51 %, женщины — соответственно 49 %. Уровень грамотности взрослого населения составлял 80 % (при общеиндийском показателе 59,5 %). 11 % населения было моложе 6 лет.